# قيصانة
القيصانة، الأُبّاهُ أو سمكة القمر (الاسم العلمي: Lampris)جنس أسماك بحرية ضخمة ساطعة الألوان